# Oreophryne asplenicola
Espèce
Statut de conservation UICN

 DD  : Données insuffisantes
Oreophryne asplenicola est une espèce d'amphibiens de la famille des Microhylidae.

## Répartition
Cette espèce est endémique de l'île Yapen en Nouvelle-Guinée occidentale en Indonésie. Elle se rencontre entre 600 et 680 m d'altitude sur le mont Waira,.

## Publication originale
- Günther, 2003 : Further new species of the genus Oreophryne (Amphibia, Anura, Microhylidae) from western New Guinea. Zoologische Abhandlungen, vol. 53, p. 65-85.